# Starostwo niepołomickie

## Położenie
Starostwo niepołomickie było położone ponad 20 km na wschód od  Krakowa. Na Wschodzie sąsiadowało ze  Starostwem krzeczowskim.

## Historia
- Przed rokiem 1365 król wydzielił dobra stołowe niepołomickie jako podrzęctwo podlegające wielkorządcy krakowskiemu. W 1365 r. Florian Kątski z Drużkowa - podrządczy niepołomicki.

- Około 1442 r. podrzęctwo zostało wyłączone z podległości wielkorządcy krakowskiego i utworzono tu tak zwane starostwo niegrodowe niepołomickie. Pierwszym starostą został Michał Dybacz.

Utworzenie starostwa łączy się z zastawieniem dóbr niepołomickich przez króla Władysława III Warneńczyka dwóm braciom: Piotrowi i Michałowi Dybaczom. Miało to miejsce 16 czerwca 1442 r. Potem Michał Dybacz daje kolejne pieniądze królowi, tym razem pod zastaw wsi Siedlec. Stało się to 21 września 1444r., a zatem na krótko przed śmiercią króla.
W roku 1465/67 Michał Dybacz był już szlachcicem i zarządcą wsi Siedlec. W jego ręku musiało także być starostwo, co mamy poświadczone do 1471 roku. W okresie od 2 stycznia 1475 r. do 18 marca Michał Dybacz był  burgrabią (zarządcą zamku), starostą całych dóbr był Wawrzyniec Popowski

### Terytorium
Starostwo niegrodowe niepołomickie obejmowało:  Baczków,  Bieńkowice (przejściowo), Bratucice, Cikowice, Damienice,  Drwinię,  Gawłówek, Kłaj, Mikluszowice, Proszówki, Rudno,  Stanisławice, Stare Brzesko, Trawnik,  Wolę Batorską (Czyste Brzegi),  Wolę Zabierzowską, Zabierzów Bocheński.

## Starostowie
Michał Dybacz do 1471
Od 2 II 1475 r. do 18 marca Michał Dybacz był burgrabią, a starostą całych dóbr był Wacław Popowski
Jan Michał Czuryło h. Radwan z Wygnanowa 1487(85) - 1517
Stanisław Czuryło (s. Jana)        1517 - 1550 włączenie Bratucic do ekonomii (1527-1545)
Marcin Czuryło (s. Stanisława)     1550 - 1563
Grzegorz Branicki h. Gryf          1563 - 1585
 Jan Branicki 1585 - 1611
Anna Branicka                      1611 -
Jan Płaza h. Topór                 1612 - 1615
Stanisław Witowski h. Jastrzębiec  1615 - 1633
Adrian Braniewski                  1633 - 1633
Stanisław Lubomirski h. Szreniawa  1635 - 1636
Aleksander Lubomirski h. Szreniawa 1637 - 1677 (1625 - 46 PS)
Józef Karol Lubomirski h. Szreniawa 1688 - 1702
Teofila Zasławska Ostrogska 1702 - 1710
Wilhelm Mier                 1715 - 1724
Gaspar Ernest Blumenthal     1725 - 1728 zarządca Franciszek Miklaszewski
Jeży Marcin Ożarowski        1729 - 1735
Jan Małachowski              1735 - 1736
Michał (Mikołaj) Święcicki   1736 - 1738 poddzierżawca Maciej Bartsch
Stanisław Antoni Jaszewski   1738 - 1744
hr Jerzy Jan Detlov Flemming 1744 - 1763
Stanisław Łętowski            1763 - 1765 Ludwik Moszczeński do 1765
Józef Melchior Jerowski       1765 - 1767
Wojciech Kluszewski           1767 - 1779 (V- Zdrojewski)
Mikołaj Benoe                 1780 - 1795